# Ilaria Moscato
Ilaria Moscato (Roma, 18 ottobre 1961) è un'annunciatrice televisiva e conduttrice televisiva italiana.

## Biografia
Debutta in televisione il 13 settembre 1982 come signorina buonasera della Rai attiva dagli studi di Roma, ruolo che ha svolto ininterrottamente fino al 22 febbraio 1998.
Nel 1984 conduce su Rai 3 il programma L'altro suono, mentre nel 1990 cura lo spazio sponsor nel programma Ricomincio da due, condotto da Raffaella Carrà e trasmesso da Rai 2 alla domenica pomeriggio. Nell'autunno 1991 conduce ancora uno spazio sponsor, stavolta all'interno di Fantastico, anche questo condotto da Raffaella Carrà, su Rai 1 nella prima serata del sabato.
Nella primavera 1992, assieme a Simona Ventura, presenta inoltre i giochi in esterna di quell'edizione di Domenica in, condotta da Pippo Baudo, in sostituzione di Lolita Morena. Nell'autunno 1992 viene chiamata a condurre su Rai 1 l'Almanacco del giorno dopo, giunto alle sue ultime stagioni, in sostituzione di Paola Perissi. Nello stesso anno diventa testimonial della campagna abbonamenti Telefortuna.
Nel 1994 conduce su Rai Radio 2 la prima trasmissione rievocativa dello spettacolo radiofonico Gran varietà, dal titolo Quel famoso Gran varietà, accanto a Paolo Panelli alla sua ultima apparizione in radio.
Nel 1996 conduce trenta puntate di Cercando Cercando su Rai 2 mentre l'anno successivo conduce Unomattina estate in coppia con Amedeo Goria su Rai 1. 
Nell'autunno 1998, dopo aver abbandonato il suo ruolo di annunciatrice, passa a Telemontecarlo conducendo il programma mattutino Casa, amore e fantasia. Nel 1999 torna in Rai per curare una rubrica sul canale satellitare RaiSat Album. Nella stagione 2000-2001 è autrice e conduttrice per i collegamenti esterni di 26 puntate del programma Made in Italy di Federico Fazzuoli per Raiuno. Nella stagione 2001-2002 è autrice e conduttrice di 26 puntate del programma Raiuno Spot.
Dal 5 ottobre 2002 al 2012 è stata al timone, assieme a Marcellino Mariucci, della rubrica del primo pomeriggio del sabato di Rai 1, Easy Driver.

## Televisione
- Annunciatrice di Rai 1, Rai 2, Rai 3 e presentatrice delle rubriche meteo del TG1 e TG3, della rubrica viabilità ACI e della rubrica Oroscopo domani (13 settembre 1982-22 febbraio 1998)
- Festival dei due mondi di Spoleto (Rai 3, 1984)
- Dal Parlamento (Rai 2, 1984)
- L'altro suono (Rai 3, 1984)
- Supersanremo (Italia 1, 1984)
- Obladì Obladà (Rai 1, 1985)
- Efebo d'oro (Rai 1, 1987)
- Senza Frontiere (Rai/TSI, 1989)
- Ricomincio da due (Rai 2, 1990-1991) - Conduce lo spazio sponsor
- Musica in Irpinia (Rai 2, 1990)
- Un tesoro di Capodanno (Rai 1, Rai 2, Rai 3, 1990)
- Replay Show (Rai 2, 1991)
- Spaziolibero (Rai 1, Rai 2, Rai 3, 1991 - 1995, alternata alle altre annunciatrici)
- Josè Carreras in concerto (Rai 1, 1991)
- Fantastico (Rai 1, 1991-1992) - conduce lo spazio sponsor
- La nave di capodanno (Rai 1, 1991-1992, 2002-2003)
- Domenica in (Rai 1, 1992) - Inviata
- Almanacco del giorno dopo (Rai 1, 1992-1994)
- Creare immagine: la storia della pubblicità (Rai 1, 1993)
- Un istante...e vinci (Rai 2, 1994)
- Week end - Cronache italiane (Rai 1, 1994)
- Cercando Cercando (Rai 2, 1996)
- Giostra di capodanno (Rai International, 1996)
- Unomattina estate (Rai 1, 1997)
- Concerto dell'Epifania (Rai 1, 1998)
- Speciale Linea Verde (Rai 1, 1998-1999)
- Sanremo in Fiore (Rai 1, 1998)
- Moda & Mare  (Telemontecarlo, 1998)
- Casa Amore e Fantasia (Telemontecarlo, 1998-1999)
- Vari programmi (RaiSat Album, 1999)
- Made in Italy (Rai 1, 2000-2001) - Inviata
- Premio Carosone (Rai 1, 2001)
- Raiuno Spot (Rai 1, 2001-2002)
- Sanremo Immagine Jazz & Blues (Rai 1, 2002)
- Una voce per Padre Pio (Rai 1, 2002-2004)
- Easy Driver (Rai 1, 2002-2012)
- Vivere in salute (Rai 2, 2004)
- La salute...in forma (Rai 2, 2005-2006)

## Radio
- Quel famoso Gran varietà (Rai Radio 2, 1994)